# 澳大利亚小麦局
澳大利亚小麦局有限公司（AWB Limited）是澳大利亚主要的谷物营销商，在1999年7月1日之前是官办的澳大利亚小麦局（Australian Wheat Board），其后被私有化，由小麦生产者所有。2010年12月，被加拿大的艾格瑞公司收购。
澳大利亚小麦局在2006年出口到50个国家，小麦出口额达到50亿美元。
伊拉克战争结束后，被爆出澳大利亚小麦局有限公司及其前身澳大利亚小麦局，长期在伊拉克石油换食品计划中对伊拉克政府支付回扣，得以长期垄断伊拉克进口小麦的90%份额。
澳大利亚小麦局主要有三个部门：农村服务（Rural Services）, 金融服务（Financial Services）与商品管理（Commodity Management，包括国家储备(National Pool)）。

## 历史
大萧条后，由于购买力严重不足导致国际谷物生产过剩。效法加拿大小麦局，澳大利亚1939年通过立法程序，设立政府运营并拥有的澳大利亚小麦局，专营全国小麦的出口。
从1999年7月1日，澳大利亚小麦局被私有化。持有其A级(class A)股份的是那些满足其标准的生产者(growers)并由其选出董事会、董事长,。从2001年8月，B级股份在澳大利亚证券交易所公开交易. 2008年，修改了公司章程，不再给持有A类股份的生产者特殊地位。这是因为其管理层需要有简单的、低风险的业务模型。

## 公司结构
2006年，其组成情况：
- AWB Limited - 控股公司
- AWB (International) Limited - 联邦立法授权的独家垄断澳大利亚生产的小麦出口。
- AWB (Australia) Limited - 澳大利亚国内小麦贸易与小麦以外的出口业务
- AWB Services Limited -为AWB集团提供金融服务、IT服务、资产服务
- AWB Harvest Finance Limited, AWB Commercial Funding Limited, and AWB Riskassist Limited - 为小麦出口提供金融与金融风险业务服务
- AWB GrainFlow Pty Ltd - 谷物的仓储与运输业务
- Landmark (comprised Landmark Operations Limited and Landmark (Qld) Limited) 提供金融、保险、房地产、商品贸易、农机销售等对澳大利亚农民的服务与零售业务，客户也包括林业、畜牧业。

AWB于2009年大幅简化并剥离了风险业务。因而其金融服务部门转给了澳新银行.
2010年12月3日，加拿大加阳公司宣布以每股1.50澳元，总计12.36亿澳元的价格完成收购澳大利亚小麦局有限公司.  随后，这一交易获得了澳大利亚官方的外国投资审查委员会(Foreign Investment Review Board)的批准。加阳公司是一家在美国、加拿大、阿根廷、智利开展农业服务与化肥零售业务的大型跨国农资公司，收购AWB使其控制了澳大利亚的农业服务与零售市场。